# اسمهان بدیر الصیداوی
اَسمَهان بُدیر الصِّیداوی (۱۹۴۴) نویسنده، شاعر، نقاش و دانشگاهی لبنانی است. در بیروت به دنیا آمد و در دانشگاه سنت جوزف و سپس سوربن پاریس تحصیل کرد. او مدرک نقاشی و هنرهای زیبا را در سال ۱۹۷۴، مدرک ادبیات عرب را در سال ۱۹۸۰، مدرک علوم اجتماعی را در سال ۱۹۸۱ و دکترای علوم اجتماعی را در سال ۱۹۸۵ اخذ کرد. او به عنوان مدرس دانشگاهی در لبنان، روزنامه‌نگار، صاحب مؤسسه انتشارات المُتَنَبّی در پاریس و بیروت و مدیر مدیر دانشکدهٔ عربی بیروت در پاریس کار کرد.  چندین مجموعه شعر و مطالعات ادبی چاپ کرده است.

## زندگی و پیشه
اَسمَهان بُدیر الصیداوی او در سال ۱۹۴۴ در بیروت به دنیا آمد. دربارهٔ دوران کودکی خود گفته است: «دوست دارم به دوران کودکی‌ام فکر کنم، جایی که توسط پدر و مادری که عاشق هنر و زیبایی بودند، بزرگ شدم، جایی که با نگاه پر از عشق و تحسین پدر و مادرم بزرگ شدم و موسیقی جزء لاینفک شخصیت پدرم بود، خدا رحمتش کند و اسم اسمهان را برایم انتخاب کرد که آوازهایش را روی عودش زمزمه می‌کرد. در حالی که در سایهٔ مادری که عاشق ظرافت بود بزرگ شدم، او برای من لباس‌های زیبایی می‌دوخت، بنابراین از کودکی یادگرفتم که به ظرافت عشق بورزم و هنر را در همه شکل‌ها و رنگ‌هایش دوست داشته باشم و این چیزی است که مرا تحت تأثیر ملودی‌های درخشان قرار می‌دهد.
من عاشق هنر و موسیقی و کلام شیرین بودم و این فضاها شاید اولین جرقه‌هایی باشد که گام‌هایم را به سمت اعتماد به نفس و به سوی جستجوی هنر و زیبایی در تمام جلوه‌هایش می‌کشاند. در واقع در هر لحظه از زندگیم، گوشهایم مسحور جادوی موسیقی و چشمانم در لحظه‌های طبیعت مسحور می‌شد و از این رو یادگرفتم که چشمانم را به روی جهان باز کنم و هر لحظه به شکوه و عظمت آن پی بردم، اما زندگی به سرعت تغییر کرد و سایه‌ها و دردهای خود را با اتفاقات سخت و تعیین‌کننده در تعیین هماهنگی و تلخی من با زندگی با تمام جنبه‌هایش برایم آشکار کرد.» دوران جوانی‌اش همراه با جنگ داخلی لبنان (۱۹۷۵–۱۹۹۰) شد. در این باره گفته است: «من از آغاز جنگ و تلخی آن زندگی کردم، هرچند این جنگ کثیف و علل آن را درک نکردم. چرا ذبح بر اساس هویت؟ چرا این تعصب مذهبی و فرقه ای؟ چرا همدیگر را می‌کشیم؟ چرا این همه نفرت کور؟ این مرد وحشی و جاهل لبنانی از کجا آمده است؟ سؤالات زیادی باعث شد که در هرج و مرج فکری درونی زندگی کنم، شاید به خاطر سن کمم در آن زمان نمی‌توانستم این حقیقت تلخ و این واقعیت دردناک را درک کنم و با خودم فکر می‌کردم که آیا این یک جنگ طبقاتی است؟ یا جنگ مذهبی و فرقه ای است؟ یا همه اینها با هم ترکیب شده است؟» اولین تحصیلات خود را در لبنان به پایان رساند. پس از اصابت پرتابه‌ها به خانه‌اش، به ویژه اتاق کودکان، با شوهر و چهار فرزندش لبنان را به سوی فرانسه ترک کرد؛ پس از فارغ‌التحصیلی از دانشگاه سنت جوزف، بیروت.در پاریس، توانست یک مدرسهٔ متوسطه برای تدریس زبان عربی تأسیس کند که شامل حدود ۶۰۰ دانش آموز از ملیت‌های مختلف عرب و فرانسوی بود و بیشتر دانش آموزان لبنانی بودند. مدرک کارشناسی ارشد هنر را از دانشگاه سوربن گرفت. وی تحصیلات دانشگاهی خود را در رشتهٔ نقاشی و هنرهای زیبا در سال ۱۹۷۴، ادبیات عرب در سال ۱۹۸۰، علوم اجتماعی در سال ۱۹۸۱ و دکترای علوم اجتماعی را در سال ۱۹۸۵ به پایان رساند.
او پس از بازگشت به لبنان به عنوان مدرس دانشگاه در دانشکدهٔ رسمی معلمان مشغول به کار شد. او به عنوان نویسنده و روزنامه‌نگار در برخی از روزنامه‌های لبنانی کار کرد. برخی از جنبش‌های زنان را در بیروت و اروپا تأسیس کرد، رهبری آن را بر عهده گرفت و رئیس اتحادیهٔ زنان عرب در فرانسه و معاون زنان مهاجر در اروپا (مستقر در سوئد) شد. او همچنین در چندین فعالیت اجتماعی و سمینارهای فرهنگی و علمی شرکت کرد. او صاحب مؤسسه انتشارات المُتَنَبّی در پاریس و بیروت و مدیر دانشکدهٔ عربی بیروت در پاریس است. در سال ۱۹۹۵ به عضویت اتحادیه نویسندگان لبنان درآمد. او را شاعری می‌دانند که دربارهٔ عشق، عواطف و میهن‌پرستی می‌نویسد. علاقه‌مند به سرودن شعری است که به وزن پایبند باشد و از نظر معنا آسان؛ میهن‌پرستی و غزل را در هم می‌آمیزد.

## آثار
از جمله مجموعه‌های شعری او:
- المحارة: ۱۹۸۴.
- ما زال عالقاً: ۱۹۸۶.
- تقاسيم على الجرح: ۱۹۸۹.

دیگر آثار:
- الدلالة الفكرية لحركة الإخوان المسلمين في مصر من سنة 1928 إلى 1970:
- في البدء كانت الأنثى؛ غريزة الحياة و تجربة الإتصال عند سعاد الصباح: ۱۹۹۴.

ترجمه‌های وی:
- سعاد الصباح في فتافيت إمرأة؛ الإزدواجية الوجدانية و تعددية الأبعاد الشاعرية: عزة ملک، ۱۹۹۲.